# سرگیوش ژیمئوکا
سرگیوش ژیمئوکا (لهستانی: Sergiusz Żymełka؛ زادهٔ ۱۰ آوریل ۱۹۹۱) بازیگر اهل لهستان است.
از فیلم‌ها یا مجموعه‌های تلویزیونی که وی در آن‌ها نقش داشته‌است، می‌توان به خانواده جایگزین، رنگ‌های خوشبختی، پدر متیو، در خیابان سپولنی و در خوشی و سختی اشاره نمود.